# Jeremy Gara
Jeremy Gara, född 6 juli 1978, är en kanadensisk trummis, känd från bandet Arcade Fire. Han ersatte Howard Bilerman som lämnade bandet efter debutalbumet Funeral.
Gara gästspelar även på albumet The Big Machine av den franska artisten Émilie Simon från 2009.